# Kelstone
De Kelstone is een elektrische zither waarmee men gelijktijdig baspartijen en gitaarpartijen kan spelen. De Vlaamse zanger-liedjesschrijver Jan Van Kelst (Rotselaar, 13 juli 1963 - 2019) ontwikkelde de Kelstone in twee jaar tijd. Het instrument is vergelijkbaar met de Chapman Stick, maar wordt net als alle andere zitherachtigen horizontaal bespeeld.

## Werking van de Kelstone
De Kelstone is volledig analoog en bestaat uit een plank met in totaal negen snaren. De Kelstone heeft één of twee pickups. In het geval van twee pickups gaan de vijf dunste snaren naar de ene output (melodie of akkoorden) en de vier dikste snaren gaan naar een andere (bas). De Kelstone heeft een bereik van ruim vijf octaven (van lage Bb tot hoge E). De snaren zijn in kwarten gestemd.
De Kelstone wordt hoofdzakelijk bespeeld als een Chapman Stick, waarbij de snaren met de vingers op de fretten worden gehamerd, maar dit wordt afgewisseld met technieken zoals fingerpicking, sliding en pull-off. Een belangrijk verschil met de Chapman Stick is echter, dat de Kelstone niet over de schouder van zijn bespeler hangt en evenmin, zoals een gitaar, met een hand moet worden gestabiliseerd.
De eerste versie van de Kelstone bestond uit twee planken. Beide planken lagen in tegengestelde richting tot elkaar, waardoor bij simultaanspel de vingers van beide handen gespiegeld dezelfde patronen konden aanhouden, zoals ook bij een harp het geval is en anders dan bij een piano, waarbij de rechterhand met de pink een hogere toon en met de duim een lagere aanslaat, terwijl het met de linkerhand net omgekeerd is.
Momenteel bestaan wereldwijd meer dan honderd Kelstones. Het ontwerp is ondertussen beschermd door een internationaal octrooi. Jan Van Kelst kreeg voor de ontwikkeling van het instrument een subsidie van €33.000 van het toenmalige IWT (Instituut voor de Aanmoediging van Innovatie door Wetenschap en Technologie).

## Officiële voorstelling
De Belgische uitvinding werd officieel voorgesteld op 6 maart 2007 in "Het Depot" in Leuven tijdens een optreden van Jan Van Kelst met zijn band Kelst.